# Martinengo Colleoni (famiglia)
La famiglia Martinengo Colleoni è stata un'importante famiglia nobiliare, formatasi dall'unione di un ramo della famiglia bresciana dei Martinengo con quella dei Colleoni, di origine bergamasca. L'unione familiare fu voluta dal condottiero Bartolomeo Colleoni, dando origine a una delle più importanti famiglie lombarde.

## Storia
La famiglia Martinengo Colleoni nacque per volontà di Bartolomeo Colleoni, che si era unito in matrimonio con Tisbe Martinengo nel 1439: quest'ultima era figlia del comandante dell'esercito veneto Gaspare Martinengo e, con il matrimonio contratto, si venne così a creare un'alleanza tra le due famiglie. Dal matrimonio tra il Colleoni e Tisbe, tuttavia, erano nate solo figlie femmine, impedendo quindi al condottiero di avere una discendenza diretta maschile.
Le tre figlie del condottiero, dunque, si sposarono con tre membri della famiglia Martinengo, giovani che avevano appoggiato il condottiero durante le sue numerose imprese e campagne militari. La primogenita, Isotta, sposò Giacomo Francesco dando inizio al ramo dei Martinengo della Motella, Caterina sposò Gaspare I iniziando il ramo dei Martinengo dalle Palle mentre la terza figlia, Ursina (o Orsina), andò in moglie a Gherardo II Martinengo, forse il prediletto del condottiero, dando così inizio con i figli Alessandro, Giovanni Estore e Giulio, nominati figli adottivi, al ramo dei Martinengo Colleoni, come da disposizione del condottiero del 1472. Questi aveva diviso il suo patrimonio tra le sue figlie con il testamento del 27 ottobre 1475, ma ai figli di Orsina assegnò i castelli di Romano di Lombardia, Martinengo, Ghisalba, Palosco, Calcinate, Mornico, Urgnano, Cologno al Serio, Malpaga e Cavernago con l'obbligo di fedecommesso, quindi di lasciare eredità ai soli figli maschi.
(Carte Martinengo Colleoni)
Grazie alla sua intensa attività Bartolomeo Colleoni aveva acquisito un forte potere sul territorio della pianura di Bergamo. In particolare il condottiero aveva acquistato il castello di Malpaga nel 1456 dalla Camera fiscale veneziana, e dai canonici di Sant'Alessandro quello di Cavernago infeudato nel 1476. Il doge di Venezia Cristoforo Moro gli confermò i diritti già ottenuti nel 1454, sui territori di Martinengo, Cologno e Urgnano, e il diritto giurisdizione feudale sulle località di Mornico Malpaga, Ghisalba, Palosco, Solza, e Romano, con documento del 20 maggio 1465

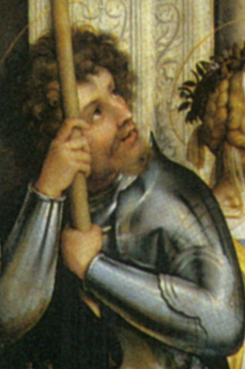
Pala Martinengo, particolare di Alessandro Martinengo Colleoni

### La discendenza
Il primo figlio di Orsina, Alessandro fu nominato cavaliere aurato e numerose sono le sue gesta militari sotto il vessillo veneziano, contro i francesi liberando dagli occupanti alcune città con la battaglia d'Agnadello.
Il figlio di Giovanni Estore Martinengo Colleoni, Gherardo (1491 circa – 1539/1547)  e il di lui figlio Bartolomeo (1505 circa-1558) furono nominati conti di Malpaga e Cavernago dalla Serenissima. Bartolomeo sposò Paola da Ponte, dai loro figli ebbe inizio il ramo dei Martinengo Colleoni Langosco poi Leni con l'unione del ramo di Francesco. Diventarono marchesi di Pianezza in Piemonte ottenendo con il fratello Estore il castello di Malpaga portando il ramo a chiamarsi Martinengo Colleoni Malpaga.
Tra i personaggi di maggior rilievo della famiglia si indica Francesco Martinengo Colleoni (1548 circa -1621), nominato duca di Savoia con documento del 21 novembre 1568 da Emanuele Filiberto di Savoia e grazie alle sue qualità fu prima nominato colonnello e consigliere di guerra e dopo aver sconfitto i francesi nella guerra per il possesso di Saluzzo nel 1588 comandante generale e successivamente dal doge di Venezia Marino Grimani, capitano di cavalleria. Fu insignito del Collare dell'Annunziata nel 1576. Francesco sposò la marchesa di Pianezza Beatrice Langosco di Stroppiana e il loro primo figlio Gaspare Antonio (1584 circa –1625), che divenne anche marchese di Pianezza aggiungendo allo stemma anche il blasone della famiglia Langosco, sposò il 30 aprile 1617 Emilia Avogadro figlia di Roberto marchese di Borgo San Martino e di Giulia dell'importante famiglia Gonzaga. Alla morte di Gaspare Antonio, la vedova si unì in seconde nozze con Bartolomeo Martinengo Colleoni Malpaga. La dinastia proseguì con il secondo figlio di Francesco Martinengo Colleoni: Gherardo (1601-1643). Questi su unì in matrimonio con Licinia Leni figlia di Camillo grazie agli accordi con il cardinale Giambattista Leni. Dal matrimonio nacque Francesco Amedeo Martinengo Colleoni (1628-1665) il quale risulta ereditario di tutti i beni del cardinale Leni suo zio.

Francesco Amedeo Martinengo Colleoni sposò Chiara Terzi nel palazzo Terzi di Bergamo nella vicinia di San Cassiano. La giovane moglie morì nel 1657 lasciando Francesco Amedeo senza eredi. Questi con bando del 15 dicembre 1662 fu bandito dai territori della Repubblica di Venezia: 
(Archivio statale di Bergamo - Filza 13)
Lasciò suo erede universale il fratello Gaspare Giacinto e i di lui eredi, che il 23 giugno 1657 ebbe l'investitura di Cavernago. Questi aveva sposato Chiara erede unica di Porcellaga che su unì al casato dei Martinengo Colleoni. Il loro primo figlio Francesco Amedeo morì senza lasciare eredi, mentre il secondo Pietro Emanuele ebbe molti figli, ma quelli maschi morirono tutti in tenera età solo due figlie femmine divennero adulte e si unirono in matrimonio con Luigi Martinengo dalle Palle la figlia Marianna, mentre Licinia con Guido Bentivoglio nel 1731. Alla morte di Pietro Emanuele si estinse quindi la linea maschile e i beni di Cavernago passarono per diritto di fedecommesso, cioè solo dai figli maschi, che Pietro non lasciò, al ramo della famiglia di Venceslao Martinengo Colleoni Malpaga.
Tra i suoi figli si nomina Estore (o Ettore) (1763-1832) che unendosi ai francesi il 18 marzo 1797 e alla Repubblica Cisalpina fece innalzare l'albero della libertà sulla piazza di Cavernago. Ebbe molti incarichi e titoli diventando senatore e cavaliere dell'Ordine della Corona ferrea, fu nominato membro del Collegio elettorale dei possidenti, ciambellano onorario nonché nel 1805 capitano comandante delle Guardie d'onore della Compagnia di Brescia. I beni della famiglia Martinengo Colleoni passarono al figlio Venceslao che però non lasciò eredi.
La famiglia ebbe la sua residenza principalmente nella dimora bresciana o nel castello di Cavernago fino al 1874. La famiglia Martinengo Colleoni si estinse nel 1885, con Venceslao (1810-1885) che non lasciò eredi.

## Stemma
L'unione delle due famiglie ha portato anche all'unione dei blasoni che diventarono lo stemma identificativo della famiglia Martinengo Colleoni.
Lo stemma si divide in quattro parti: la sezione superiore sinistra ospita l'aquila araldica del Sacro Romano Impero proveniente dalla famiglia Martinengo e simbolo, che per tradizione, era stato di buon auspicio al capostipite Gisalberto I agli inizi del X secolo. A fianco i gigli oro di Borgogna, segno di regalità e privilegio del re di Francia al condottiero. Le sezioni inferiori presentano a sinistra due morsi del cavallo, voluto dal Colleoni o in altri casi due teste di leone a testimoniare l'unione delle due famiglie mentre a destra tre testicoli su fondo rosso, emblema della famiglia Colleoni.

## Personaggi
- Alessandro Martinengo Colleoni
- Francesco Martinengo Colleoni
- Gian Estore Martinengo Colleoni
- Beatrice Langosco